# Flicka som blir avbruten vid musicerande
Flicka som blir avbruten i musicerande är en oljemålning av Johannes Vermeer från 1660–61.

## Beskrivning av målningen
Målningen visar två personer i bildens mitt. En dam som sitter framför ett bord med ansiktet vänt mot betraktaren har ett brev i handen, som också den stående mannen håller i och synes ha lämnat över. På väggen bakom dem hänger en målning föreställande Amor, en målning som kan vara avbildning av en målning som ägdes av hans svärmor Maria Thins. På bordet ligger ett stränginstrument och ett nothäfte och står ett porslinskrus. Framför och bakom bordet står två stolar.

## Proveniens
Målningens tidiga ägarskap är inte känd. Den är först belagd vid försäljningen efter Pieter de Smeth van Alphen i Amsterdam i augusti 1810, då den köptes av J. de Vries och såldes vidare i Amsterdam i september 1811 till Cornelis Sebille Roos. Efter Roos såldes den 1820, eventuellt till ej identifierad köpare. 
År 1853 såldes den på auktion i London efter konsthandlaren och samlaren Samuel Woodburn (1786–1853), troligen till Francis Gibson (1805–58) på Saffron Walden i Essex i England och ärvdes efter dennes död av dottern Elisabeth Lewis Fry (1830–70) i  Bristol.
Målningen köptes 1901 av Henry Clay Frick av konsthandlaren Charles Carstairs på Knoedler & Company i New York, som anskaffat den från en brittisk privatsamling.